# 恩西纳德圣西尔韦斯特雷
恩西纳德圣西尔韦斯特雷，是西班牙卡斯蒂利亚-莱昂萨拉曼卡省的一个市镇。 总面积24平方公里，总人口122人（2001年），人口密度5人/平方公里。